# جائزة لوكوس
جائزة لوكوس (بالإنجليزية: Locus Award)‏ هي جائزة سنوية مقدمة من مجلة الخيال العلمي والفانتازيا لوكوس للأعمال الروائية والفنية،
مجلة لوكس هي مجلة شهرية في أوكلاند، كاليفورنيا. يحدد الفائزون بالجائزة وفقا لتصويت قراء المجلة. تقدم الجوائز خلال حفل سنوي. يتم تكريم ناشري الأعمال الفائزة بشهادات، تعتبر الأولى في هذا المجال. تم افتتاح جوائز لوكوس عام 1971 لمنشورات عام 1970 .

## الفائزون
قائمة الفائزون بجائزة لوكوس اعتبارًا من يوليو 2011:
- غاردنر دوزويس [الإنجليزية] (35)
- مايكل ويلان (28)
- أورسولا لي جوين (21)
- هارلان إيليسون (18)
- نيل غيمان (13)
- دان سيمون (12)
- تيري كار (11)
- جورج ر. ر. مارتن (11)
- آرني وكاتي فينر (10)
- جون فارلي (10)
- كوني ويليس (10)
- روبرت سيلفربرغ (9)
- أورسن سكوت كارد (8)
- لوسيوس شيبارد (8)
- إسحق عظيموف (7)
- إلين داتلو [الإنجليزية] (7)
- تشاينا ميفيل (6)
- كيم ستانلي روبنسون (6)
- جين وولف (6)
- لاري نيفن (2)

## مجالات جائزة لوكوس
- جائزة لوكوس لأفضل رواية [الإنجليزية]
- جائزة لوكوس لأفضل رواية خيال علمي [الإنجليزية]
- جائزة لوكوس لأفضل رواية فانتازيا
- جائزة لوكوس لأفضل أول رواية [الإنجليزية]
- جائزة لوكوس لأفضل رواية شباب بالغين [الإنجليزية]
- جائزة لوكوس لأفضل رواية قصيرة [الإنجليزية]
- جائزة لوكوس لأفضل أقصوصة طويلة [الإنجليزية]
- جائزة لوكوس لأفضل قصة قصيرة [الإنجليزية]
- جائزة لوكوس لأفضل مجلة
- جائزة لوكوس لأفضل ناشر
- جائزة لوكوس لأفضل مقتطفات
- جائزة لوكوس لأفضل مجموعة
- جائزة لوكوس لأفضل معدل
- جائزة لوكوس لأفضل فنان
- جائزة لوكوس لأفضل كتاب واقعي/فني

## روابط خارجية
- مقتطفات وملخصات عن المرشحين والفائزين بجوائز لوكوس